# Westport (Newfoundland en Labrador)
Westport is een gemeente (town) in de Canadese provincie Newfoundland en Labrador.

## Geografie
De gemeente ligt aan de noordkust van het eiland Newfoundland. De plaats is gelegen aan de oevers van de White Bay, in het westen van het schiereiland Baie Verte.

## Geschiedenis
In 1967 werd het dorp een gemeente met de status van local government community (LGC). In 1980 werden LGC's op basis van The Municipalities Act als bestuursvorm afgeschaft. De gemeente werd daarop automatisch een community om via een algemene wet in 1996 uiteindelijk een town te worden.

## Demografie
Demografisch gezien is Westport, net zoals de meeste kleine dorpen op Newfoundland, aan het krimpen. Tussen 1991 en 2021 daalde de bevolkingsomvang van 469 naar 185. Dat komt neer op een daling van 284 inwoners (-60,6%) in dertig jaar tijd.
| Jaar | Aantal inwoners | Verschil |
| ---- | --------------- | -------- |
| 1991 | 469             | –        |
| 1996 | 412             | -12,2%   |
| 2001 | 311             | -24,5%   |
| 2006 | 246             | -20,9%   |
| 2011 | 220             | -10,6%   |
| 2016 | 195             | -11,4%   |
| 2021 | 102             | -8,1%    |